# Charles Juliet
Pour les articles homonymes, voir Juliet.
Charles Juliet, né le 30 septembre 1934 à Corlier (Ain) et mort le 26 juillet 2024 à Lyon, est un écrivain français.
Il est notamment connu pour son Journal (débuté en 1957) qui comprend en 2020 une dizaine de volumes, et ses œuvres autobiographiques, L'Année de l'éveil et Lambeaux.

## Biographie

### Famille et jeunesse
Quatrième enfant (deux frères et une sœur l'ont précédé) d’une famille pauvre, le tout jeune Charles a un mois lorsque sa mère biologique est internée dans un hôpital psychiatrique (à la suite d'une tentative de suicide et pour son état mental dépressif). Il est ensuite placé à l'âge de trois mois dans une famille de paysans suisses qu'il ne quittera plus.
À sept ans, pendant la Seconde Guerre mondiale, il assiste à l'enterrement de sa mère, dont il vient d'apprendre l'existence. Victime de l'« extermination douce », elle est morte de faim à trente-huit ans dans l'asile où elle était placée, un de ces asiles délaissés par le régime de Vichy, et où on ne nourrissait plus les internés. La disparition de sa mère et l'attitude de son père envers lui le marqueront à jamais.
À douze ans, il entre comme enfant de troupe à l'école militaire d'Aix-en-Provence (actuel lycée militaire d'Aix-en-Provence), où il traverse de dures épreuves. Il en sort à vingt ans, admis à l'École de santé militaire de Lyon.

### L'écriture
Trois ans plus tard, il abandonne ses études de médecine pour se consacrer exclusivement à l'écriture. Il travaille quinze ans dans la solitude avant de voir paraître son premier livre, Fragments, préfacé par Georges Haldas.
De ces « années lentes » remontent également des rencontres importantes avec d'autres artistes (Michel Leiris, Bram van Velde, Raoul Ubac, Pierre Soulages, Samuel Beckett…). Il vit alors à Marseille dans le 2e arrondissement.
Il gagne la reconnaissance du public avec L'Année de l'éveil (grand prix des lectrices de Elle, 1989), récit romancé de son expérience d'enfant de troupe. Il publie également aux éditions P.O.L un important Journal (tenu depuis 1957) en plusieurs volumes.

### Radio
Charles Juliet a réalisé plusieurs séries d'émissions à France Culture et deux pièces radiophoniques ont été diffusées sur les antennes de cette station.[réf. nécessaire]

### Décoration
- 2017 :  Commandeur de l'ordre des Arts et des Lettres[6].

## «Briser le moi»
Dans un entretien avec Fernande Schulmann, Charles Juliet explique : 

« "Briser le moi" est une chose qui m’obsède. Oserais-je le dire que je ne pense qu’à cela ? […]
Cette instance qui m’enjoint de travailler à m’affranchir du moi, je n’éprouve pas le besoin de la référer à un dieu. Absolument pas. J’ai au contraire le sentiment que cela la dénaturerait. Le fait qu’elle soit vécue en dehors de cette référence ne lui ôte rien. Certes, ce besoin, inscrit dans l’homme depuis le fond des temps, a engendré les religions, mais il ne s’assortit pas nécessairement d’une croyance. Je n’ai nulle croyance.
Il ne faut jamais perdre de vue ce manque qui est notre lot. Cette attente d’on ne sait pas trop quoi, que rien ne vient combler.
[…] Pour moi, cette soif de plénitude est une réalité constante. J’écris pour essayer d’atteindre cela, et même en sachant que je n’y parviendrai pas, je sens que ma vie entière sera soumise à cette soif. Tout me semble impliqué dans cette aventure-là. On ne trahit rien en la vivant. Depuis que j’écris, je suis à la recherche de cette connaissance, qui, plutôt qu’un savoir d’ordre intellectuel, est un état de lumière et de vastitude. Il s’agit parfois d’une extrême légèreté intérieure où l’on se sent apte à comprendre ce qu’ont éprouvé les grands mystiques. Il est vrai que, en revanche, il y a des moments d’aridité où toute référence s’effondre, où on n’est plus souffrance.
[…] Un écrivain se doit d’être un miroir. Son rôle consiste à s’effacer au maximum et à tenter de restituer ce qui est ; ce qu’est l’homme ; ce qu’est la vie. […]. »

## Œuvres
Ses poèmes et autres ouvrages sont traduits dans de nombreuses langues dont l'allemand, l'espagnol, l'italien, l'anglais (États-Unis), le polonais, le japonais, le vietnamien, le turc, le coréen ou le chinois. Des extraits de ses œuvres figurent aujourd'hui dans les manuels scolaires.

### Journal
- 1978 : Ténèbres en terre froide - Journal I (1957-1964), Hachette ; rééd. 2000,  éditions P.O.L
- 1979 : Traversée de nuit - Journal II (1965-1968), Hachette ; rééd. 1997,  éditions P.O.L
- 1982 : Lueur après labour - Journal III (1968-1981), Hachette ; rééd. 1997,  éditions P.O.L
- 1994 : 
  - Accueils - Journal IV (1982-1988), éditions P.O.L[8]
  - Carnets de Saorge (Journal), éditions P.O.L
- 2003 : L'Autre faim - Journal V (1989-1992), éditions P.O.L
- 2005 : Au pays du long nuage blanc - Journal Wellington (Journal VIII août 2003-janvier 2004), éditions P.O.L Chronique d’une résidence d’écrivain en Nouvelle-Zélande[5].
- 2010 : Lumières d'automnes - Journal VI (1993-1996), éditions P.O.L
- 2013 : Apaisement - Journal VII (1997-2003), éditions P.O.L
- 2017 : Gratitude - Journal IX (2004-2008), éditions P.O.L
- 2020 : Le jour baisse - Journal X (2009-2012), éditions P.O.L

### Autres ouvrages
- 1973 : Fragments (récit), L'Aire
- 1985 : Giacometti (essai), éditions Hazan ; rééd. 1995, éditions P.O.L
- 1987 : 
  - Accords, éditions L'Échoppe
  - Entretien avec Pierre Soulages, éditions L'Échoppe
- 1988 : Pour Michel Leiris (récit), Fourbis.
- 1989 : 
  - L'Année de l'éveil (roman), éditions P.O.L
  - L'Incessant, Fourbis
- 1990 : Affûts (poésie), éditions P.O.L
- 1991 :
  - Dans la lumière des saisons (récit), éditions P.O.L
  - Écarte la nuit, Fourbis
- 1992 : 
  - Bribes pour un double (poésie), éditions Arfuyen
  - Ce pays du silence précédé de Trop ardente et de L'Inexorable (poésie), éditions P.O.L[9]
  - Jean Reverzy, éditions L'Échoppe
  - L'Inattendu (roman), éditions P.O.L
- 1993 : Failles (nouvelles), éditions Jacques Brémond
- 1994 : 
  - Cette flamme claire, éditions Æncrages & Co
  - Entretien avec Raoul Ubac, éditions L'Échoppe, 76 p.  (ISBN 2-84068-035-1)
- 1995 : Lambeaux (récit autobiographique), éditions P.O.L
- 1997 : À voix basse (poésie), éditions P.O.L
- 1998 :
  - Fouilles suivi de L'œil se scrute, Approches et d'Une lointaine lueur (poésie), éditions P.O.L[10]
  - L'Autre Chemin (poésie), éditions Arfuyen
  - Rencontres avec Bram van Velde, éditions P.O.L[11]
- 1999 : 
  - Écarte la nuit (théâtre), éditions P.O.L
  - Lire un bon livre, éditions Æncrages & Co
  - Rencontres avec Samuel Beckett, éditions P.O.L
  - Chez François Dilasser, éditions L'Échoppe
  - Attente en automne (nouvelles), éditions P.O.L
- 2000 : Un lourd destin (théâtre), éditions P.O.L Évocation du poète Hölderlin, la pièce est créée en France par Roger Planchon au TNP en 2002[3] et également en Allemagne à Tübingen.
- 2002 : L'Incessant (théâtre), éditions P.O.L
- 2004 : Marie Morel, peintre, entretiens
- 2006 :
  - Cézanne un grand vivant (essai), éditions P.O.L
  - T.R.U.P.H.E.M.U.S, Jean-Pierre Huguet éditeur
  - L'Opulence de la nuit (poésie), éditions P.O.L
  - D'une rive à l'autre, entretien avec Cypris Kophidès, éditions Diabase
- 2007 : 
  - Entretien avec Fabienne Verdier, Albin Michel
  - Etty Hillesum, la fille qui ne savait pas prier, avec Dominique Sterckx et Claude Vigée, éditions Arfuyen
- 2008 : Ces mots qui nourrissent et qui apaisent : phrases et textes relevés au cours de mes lectures, éditions P.O.L
- 2009 :
  - Sagesse et blessures : Réflexions sur l'Ecclésiaste et Tchouang-tseu, Bayard
  - La Fracture, Le Miel de l'Ours[12], Genève
- 2012 : Moisson, choix de poèmes, éditions P.O.L
- 2018 : Deux lectures décisives, éditions La guêpine, coll. « Rapport à... »  (ISBN 978-2-9560997-0-3) Courts textes de jeunesse à propos de Robert Margerit, suivis de trois lettres inédites de celui-ci en réponse aux interrogations du jeune écrivain.
- 2019 : Le déclic, éditions La guêpine, nouvelle
- 2020 : Pour plus de lumière (poésie), coll. « Poésie/Gallimard »
- 2022 : Dans la lumière des saisons. Lettres à une amie lointaine, éditions P.O.L
- 2024 : La Fracture et autres textes (nouvelles et récits), éditions P.O.L

### Ouvrages à tirage limité

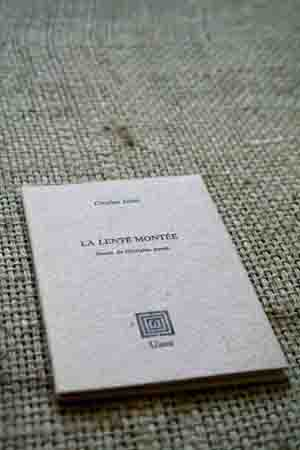
La Lente Montée, éditions Unes (1984).

- 1975 : Au long de la spirale, lithographies de Bram van Velde, éditions Maeght
- 1976 : 
  - L'Œil se scrute (poésie), éditions Fata Morgana
  - Sans faim l'affamé, lithographies de Bram van Velde, éditions Fata Morgana
- 1977 : 
  - Pages de pierre, gravures de Marc Pessin, éditions Le Verbe et l'Empreinte
  - La Plus Fragile, collages de Raquel, Orange Export Ltd
- 1978 :
  - Croissances, lithographies de Michel Carrade, Thierry Bouchard
  - Pages de journal, frontispice de Maxime Descombin, Le Dé bleu
- 1980 : 
  - Vers la rencontre, frontispice de Maurice Rey, Les Cahiers des Brisants
  - Trop ardente, poésie, lithographie de Bram van Velde, éditions Fata Morgana
- 1983 : Reviens à ta solitude, 5 poèmes, éditions Unes
- 1984 
  - Convergences, aquarelles de Michel Duport, Terriers
  - La Lente Montée, éditions Unes (33 exemplaires)
- 1985 : Lettre suit, interventions de Anick Vinay, Atelier des Grames
- 1987 : 
  - La Soif, gravures de Jean-Claude Le Floch, Brandes
  - Tes yeux blessés, 8 pointes sèches de Michel Steiner, éditions La Sétérée
- 1989 : 
  - La vie affleure, œuvres originales de Bertrand Dorny, éditions Dorny
  - Tant de chemins, œuvres de Bertrand Dorny, éditions Biren
- 1992 : 
  - Le Don de présence, gouaches originales de Moris Gontard, éditions La Chouette Diurne
  - Une lointaine lueur (poésie), gravures de Geneviève Asse, éditions Fata Morgana
- 1993 : 
  - Tu avives, lithographie de Jean-Yves Saunier, éditions Nicole Dortindeguey
  - Telluriennes, 12 gravures originales de Fabrice Rebeyrolle, éditions Isabelle Jonquière, Forcalquier
- 1994 :
  - Cette flamme claire, dessins de Jean-Michel Marchetti, éditions Æncrages & Co
  - Ce chemin, gravures de Denise Emery, éditions Raymond Meyer, Genève
- 1995 : 
  - Ce foyer secret, frontispice de Anick Vinay, Atelier des Grames
  - Césire, n°4, illustration Jean-Pierre Baillet, Ombre et lumières
  - En amont, gravures de Christiane Vielle
- 1998 : 
  - Creuser, 15 exemplaires avec interventions de Bertrand Dorny, éditions Dorny
  - La Mue, 15 exemplaires avec interventions de Bertrand Dorny, éditions Dorny
  - Ferveur, 120 exemplaires avec 4 lithographies originales de Oh Su-Fan, éditions Maeght
- 1999 : 
  - La Traversée, Atelier des Grames
  - Approches, poésie, éditions Fata Morgana
- 2000 : Galet, interventions de Jacqueline Ricard, éditions La Cour pavée
- 2001 : La Vague, avec une peinture et 2 pointes-sèches de T. Le Saec, éditions Patrick Gaultier
- 2002 : 
  - Invite le vent, avec une œuvre originale et une vignette de Jean-Michel Marchetti, éditions Remarque
  - Une joie secrète, avec 30 lavis de Bang Hai Ja, éditions Voix d'encre
  - Éclats, frontispice de Pierre Buraglio, éditions Galerie des Sept Collines
  - Te rejoindre, 102 exemplaires avec une eau-forte de Anick Vinay, Atelier des Grames
- 2005 : 
  - Notules, avec 5 gravures de Christiane Vielle, éditions Mirage
  - Ces bruits du monde extérieur, avec une photographie de M. Gourmelon, éditions Sabar
  - Les Autoportraits de Jean-Michel Marchetti, 17 photographies en typographie, encres originales et une peinture originale, signé et numéroté, éditions Æncrages & Co
- 2006 : Un jour, éditions Cadratins, Bagnères-de-Bigorre, pointe sèche sur zinc de Jean-Louis Fauthoux
- 2007 : L'Absente, Ce fol espoir, La Fugue, Atelier des Grames
- 2012 : Lettre à ML, accompagné d'une héliogravure de Sylva Villerot et d'une gravure de Jacqueline Ricard, éditions La Cour pavée
- 2013 : Lire, écrire, avec 25 encres de Serge Saunière, éditions Voix d'encre

### Livres audio
- 2003 : Pouvoirs du poème, lu par l'auteur, Thélème, 1h07 (intégrale)
- 2005 : L’Incessant suivi de Poèmes et autres textes, lu par l'auteur avec Nicole Garcia, des femmes-Antoinette Fouque, coll. « La Bibliothèque des voix », Paris, 50 minutes : Coup de cœur de la parole enregistrée 2005 de l'Académie Charles Cros. (intégrale)
- 2008 : J'ai cherché..., lu par l'auteur avec Valérie Dréville, des femmes-Antoinette Fouque, coll. « La Bibliothèque des voix », Paris, 1h04 (intégrale, réédition 2020)
- 2016 : Te rejoindre, lu par l'auteur, des femmes-Antoinette Fouque, coll. « La Bibliothèque des voix », Paris, 48 minutes : Grand Prix 2016 de l'Académie Charles Cros. (version abrégée)
- 2019 : Lambeaux, lu par Didier Sandre, Écoutez Lire (Gallimard), coll. « Grenier des acteurs », Paris, 3h33 : Coup de cœur de la parole enregistrée 2019 de l'Académie Charles Cros. (intégrale)

### Anthologies
- 2008 : Penser avec Antoinette Fouque, des femmes-Antoinette Fouque, Paris, 275 p.  (ISBN 9782721010629) (anthologie d'essais)
- 2017 : Poète… vos papiers !,  des femmes-Antoinette Fouque, Paris, 136 p.  (ISBN 9782721006790) (anthologie littéraire)
- 2025 : Esprit de résistance, dir. Jean-Yves Reuzeau pour la série L'Année poétique : 118 poètes d'aujourd'hui, Seghers, Paris, 400 p.  (ISBN 9782232148095) (anthologie poétique)[13],[14]

### En revue
- 1981 : créations de Charles Juliet et Bram van Velde, revue d'art TROU no 2
- 2009 : De la calligraphie à la peinture, texte pour le travail de Fabienne Verdier, revue d'art TROU no 19

### Préface
- Carnets du Tibet de Claude Lagoutte, Éditions Diabase

## Reconnaissance

### Prix
- 1989 : Grand prix des lectrices de Elle
- 2010 : Prix Jean-Morer pour l'ensemble de son œuvre, décerné lors des Vendanges littéraires de Rivesaltes[15]
- 2012 : Prix de poésie Ciampi - Valigie Rosse[16]
- 2013 : Prix Goncourt de la poésie, pour l'ensemble de son œuvre[4]
- 2017 : Grand prix de littérature de l'Académie française, pour l'ensemble de son œuvre

### Hommage
L'école publique de Jujurieux porte son nom.